# Фитсхју (Оклахома)
Фитсхју (енгл. Fitzhugh) град је у америчкој савезној држави Оклахома.

## Демографија
По попису из 2010. године број становника је 230, што је 26 (12,7%) становника више него 2000. године.
| Група             | 2000.       | 2010.       |
| Белци             | 168 (82,4%) | 191 (83,0%) |
| Афроамериканци    | 0 (0,0%)    | 0 (0,0%)    |
| Азијати           | 0 (0,0%)    | 0 (0,0%)    |
| Хиспаноамериканци | 2 (1,0%)    | 0 (0,0%)    |
| Укупно            | 204         | 230         |